# Lesson XX
Lesson XX (Lesson XX?) è un OAV con temi yaoi uscito in Giappone nel 1995: è stato uno dei primissimi film d'animazione "BL-boys love". La storia è l'adattamento di un racconto scritto su rivista da Ōnagi Ei.
Un classico esempio del genere yaoi romantico, una relazione sentimentale che incorpora però al suo interno anche incomprensione e violenza psicologica, angoscia, ma sempre con un sottofondo agrodolce che compensa il finale sospeso.

## Trama
La storia ruota attorno al rapporto d'amicizia ed amore crescente tra Morifuji Shizuka, laureando al terzo anno d'università, ed il suo compagno di classe e convitto Ichitarou Sakura; entrambi i ragazzi son studenti in una scuola mista ed hanno tra i 18 e i 20 anni.
Tutto ha inizio quando Morifuji inizia ad ammetter con sé stesso di aver fantasie sessuali nei confronti del compagno di stanza: vivono in una pensione per studenti con altri amici, Jumpei, Haruna e suo fratello Masato. Quest'ultimo si rende presto conto del sentimento amoroso provato da Morifuji e in una conversazione a quattr'occhi con lui gli chiede che cosa farà e dirà per spiegar all'amico che il suo sentimento è perfettamente naturale: ma Morifuji risponde che secondo lui non è affatto naturale, anzi esprime tutto la sua irritazione e dispiacere per esser così fortemente attratto da Ichitarou, concludendo che si sente davvero un "mostro" a pensar di far certe cose con un altro maschio. Inoltre non è nemmeno del tutto convinto che possa definirsi amore il suo desiderio di copulare assieme all'amico. 
Masato allora gli consiglia di provare a far la corte ad una studentessa del collegio con cui ha già scambiato qualche parola, quella della sezione C, tanto per rendersi conto di quali siano veramente le proprie preferenze ed inclinazioni.
Il giorno dopo Ichitarou viene punito dall'insegnante che lo fa rimanere in ginocchio fino al termine della lezione: poi si mette a chiacchierar allegramente con la ragazza per colpa della quale era stato messo in punizione. Si scusa ed iniziano una conversazione, seduti ai banchi, nella classe oramai vuota. Così li trova Morifuji, che rimane shoccato nel veder l'amico così felice e contento. Dopo questo fatto inizia ad esser molto premuroso ed attento col compagno, ma continua a chiedersi il perché veder Ichitarou con qualcun altro lo abbia reso così nervoso: cerca di convincer se stesso che in realtà Ichitarou è liberissimo di uscir e frequentar chi meglio gli aggrada e che ciò non deve a lui minimamente interessargli.
Più tardi, mentre si trovano sdraiati sulla rena della spiaggia Ichitarou s'accorge dello sguardo intenso be scrutatore dell'amico su di lui e gliene chiede ragione; lui risponde evasivamente, dicendo che non è nulla, solo una strana idea che gli era passata per la mente, ma siccome Ichitarou sembra insister nel voler sapere a cosa stava pensando, Morifuji gli risponde: "Cosa risponderesti se ti dicessi che avrei desiderio di baciarti appassionatamente?" Sorpreso da sé stesso della sua audacia, aggiunge subito dopo che era uno scherzo, non ci pensava minimamente in realtà. Ma quanta la sua sorpresa quando l'amico, affabilmente e molto semplicemente gli dice: "Ok, per me va bene". Ma Morifuj ha già perso del tutto il suo coraggio ed insiste sul fatto che non ci debba più pensare; prima di lasciarsi Ichitarou lo prende per mano e così, in piedi da soli in riva al mare, dopo un attimo che sembra eterno per entrambi, finalmente riescono ad avvicinarsi fino al punto da sfiorarsi reciprocamente le labbra. Finirà con un bacio dolcissimo impresso come un sigillo sulla loro amicizia.
L'ultimo giorno di scuola prima delle vacanze estive Morifuji incontra in un bar la stessa ragazza compagna di classe dell'amico e, invitala a sedersi al suo tavolo, iniziano a chiacchierar socievolmente. Lo shoc e la fitta dolorosa al cuore che prova Ichitarou quando li vede così vicini è la stessa provata precedentemente da Morifuji quando li vide in classe da soli. 
Quella notte stessa, Ichitarou entra nella camera da letto di Morifuji e, senza esitazione, gli confessa d'esser molto attratto da lui, ma l'amico che non riesce ancora ad accettarsi pienamente per quello ed esprimere apertamente i suoi sentimenti, tenta di usargli violenza tanto che per difendersi Ichitarou è costretto a colpirlo con un pugno in faccia e scappar via. Morifuji rimarrà solo nella sua stanza, abbandonato sul letto, a piangere come un bambino.
Due settimane dopo: siamo in piena estate ormai, ma i due ex-amici cercano di vedersi e frequentarsi il meno possibile, entrambi adducendo come scusa gl'impegni di studio relativi agli esami imminenti. In realtà Morifuji passa tutto il tempo a pensar a quanto successo e a come poter, se si può, rimediare. Intanto Ichitarou incontra Maekawa, l'amica di scuola, e confida a lei tutta la sua confusione riguardo al fatto d'aver baciato qualcuno senza saper poi bene il perché: lei lo guarda dritto negli occhi e gli chiede: "Saresti capace di baciarmi, qui, ora, se te lo chiedessi?". Lui sta per farlo, ma si ferma; no, non può, gli risponde, è diverso da quello che ha provato in precedenza con "quel'altra persona". Maekawa allora gli spiega che la differenza è dovuta al fatto che nel primo caso il bacio sarebbe stato dato solo per curiosità o divertimento, mentre l'altro (quello per cui continua a crucciarsi) era stato dato per vero amore. Colpito nel profondo dalle parole dell'amica, Ichitarou inizia a chiedersi seriamente se quello che prova per Morifuji sia effettivamente amore.
È stata organizzata una serata coi fuochi d'artificio, ma Morifuji non partecipa e va a vederli da solo dall'altra parte della spiaggia: è molto giù di corda, demoralizzato. Ad un tratto Ichitarou arriva trafelato in bicicletta e gli chiede cosa diamine sta facendo lì tutto da solo; l'amico gli risponde che c'è qualcosa a cui non riesce a far a meno di pensare, quello ch'è successo quella sera, e che pertanto vorrebbe sinceramente scusarsi con lui. L'attimo seguente è riempito dall'abbraccio di riconciliazione tra i due ragazzi, ognuno assicurando l'altro che se avessero continuato a tenersi reciprocamente il muso ancora per molto non sarebbero poi mai stati capaci di perdonarselo. La scena finisce coi due avvinghiati in un bacio interminabile.
Nell'ultimo capitolo li vediamo entrambi nudi dentro la doccia: Ichitarou dice a Morifuji che gli dispiace per non esser molto bravo a baciare. L'altro, posandogli una mano sul petto, gli risponde che non importa, quello che conta veramente è come riesce a far sentire bene la persona che gli sta accanto; lui è l'unico che c'è mai riuscito, lo rassicura. Si stringono e finiscono con lo scivolar sul pavimento bagnato: Morifuji sussurra a Ichitarou che desidera pazzamente far l'amore con lui, da moltissimo tempo. Gli viene risposto con voce dolce: "cerca di pazientare, ti prego, non sono ancora totalmente pronto; cerchiamo di viver al meglio finché possiamo questa storia in tutta la sua romantica purezza". Su questa scena cala il sipario.

## Differenza tra manga ed Oav
I due sono amici contemporaneamente d'una studentessa di collegio. Un giorno a Morifuji capita di notare (e non riesce più a trattenersi dall'ammirarla) la "pura bellezza" di Ichitarou: questo accade mentre lo osserva colpire la palla durante una partita di baseball. Dopo alcune fantasie riguardo ad un possibile rapporto amoroso con l'amico, Morifuji dice al compagno che intanto gli si è avvicinato tutto accaldato e grondante sudore, che desidererebbe baciarlo da quanto è bello: lo dice così, in modo scherzoso, senza darci troppo peso.
Ichitarou accetterà d'esser baciato ed abbracciato solamente sotto un cielo trapunto di stelle, in una notte estiva. Dopo questo "incidente", Morifuji comincia a pensare che forse sia meglio per entrambi star lontani l'uno dall'altro, in modo così da poter risolvere gli scrupoli che gli sono saliti alla mente, e verificar i suoi reali sentimenti nei confronti dell'amico.